# 1641 w polityce
Wydarzenia polityczne w 1641 roku.

## Zmarli
- 9 listopada Ferdynand Habsburg, hiszpański arcybiskup[1].